# Thekla Resvoll

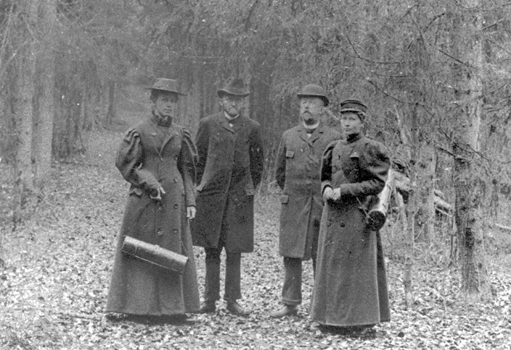
Thekla Resvoll (ultima a destra) durante un'escursione con Asta Lundell, Ove Dahl e Axel Blytt

Thekla Susanne Ragnhild Resvoll (Vågå, 22 maggio 1871 – Oslo, 14 giugno 1948) è stata una botanica e educatrice norvegese, pioniera della storia naturale norvegese e della conservazione della natura insieme alla sorella Hanna Resvoll-Holmsen.

## Biografia
Resvoll nacque a Vågå, Oppland, in Norvegia. Era la figlia di Hans Resvoll (1823-1908) e Julie Martine Deichman (1831-1902). Lavorò come infermiera in una casa di classe superiore a Stoccolma prima di iniziare gli studi di storia naturale presso la Royal Frederick University (ora Università di Oslo) a Kristiania nel 1894. Diventò un'adepta del professore di botanica Axel Blytt. Dopo la sua laurea, avvenuta nel 1899, andò a Copenaghen, dove lavorò presso il laboratorio botanico dell'Università di Copenaghen sotto la guida del professor Eugen Warming. Nel 1900 ritornò all'Università di Oslo. Fu nominata professore associato presso l'Orto Botanico dell'Università nel 1902.
Conseguì il suo dottorato nel 1918 sulla base di una tesi intitolata Sulle piante adatte a un'estate fredda e breve, in cui presentò degli studi sull'adattamento delle piante alpine all'ambiente rigido. Questi studi erano della natura di Warming, ossia basati su osservazioni meticolose di individui vegetali - come la loro propagazione clonale e sessuale, la perennazione, ecc. Pertanto fu l'ecologia della popolazione vegetale prima che quella disciplina fosse concepita.
Thekla Resvoll visitò Giava e il giardino botanico di Buitenzorg nel 1923-1924. Studiò gli alberi di fagia nella flora di Giava. Scoprì che avevano gemme di ibernazione e questo lo interpretò come un tratto non necessario - un rudimento dalla loro origine temperata. Rimase al Laboratorio Botanico fino al suo pensionamento nel 1936. Le sue lezioni di botanica hanno avuto un impatto permanente su generazioni di studenti norvegesi. Scrisse anche un libro di testo di botanica per gli alunni delle scuole superiori.

## Vita privata
Oltre alla sua carriera accademica, Thekla Resvoll prese parte al movimento norvegese per l'uguaglianza della donna. Era a capo del Club Femminile studentesco norvegese e del Consiglio del movimento per il suffragio femminile (Kvinnestemmeretsforeningen). 
Si sposò con l'ingegnere minerario Andreas Holmsen (1869-1955) il cui fratello Gunnar Holmsen (1880–1976) era sposato con sua sorella Hanna. È stata la terza donna a diventare membro dell'Accademia norvegese di Scienze e Lettere. Morì a Oslo nel 1948.

## Opere scientifiche selezionate
- Resvoll, TR, 1900. Nogle arktiske ranunklers morfologi og anatomi. Nyt Magazin per Naturvidenskaberne, 38: 343-367.
  - Prova dell'accumulo di energia nel rizoma del Ranunculus glacialis.
- Resvoll, TR, 1903. Den nye Vegetation paa Lerfaldet i Værdalen. Nyt Magazin per Naturvidenskaberne, 41.
  - Descrive la successione primaria.
- Resvoll, TR, 1906. Pflanzenbiologische Beobachtungen aus dem Flugsandgebiet bei Röros im inneren Norwegen. Nyt Magazin per Naturvidenskaberne, 44.
- Resvoll, TR, 1917. Om planter som passer til kort og kold sommer. Tesi di dottorato, Oslo.
- Resvoll, TR, 1925. Rubus chamaemorus L. Uno studio morfologico - biologico. Nytt Magasin per Naturvidenskapene, 67: 55-129.
- Resvoll, TR, 1925. Rubus chamaemorus L. Die geographische Verbreitung der Pflanze und ihre Verbreitungsmittel. Veröffentlichungen des Geobotanischen Institutes Rübel a Zurigo, 3: 224-241.
- Resvoll, TR, 1925. Beschuppte Laubknospen in den immerfeuchten Tropenwäldern Javas . Jena.
  - Germogli di ibernazione negli alberi tropicali.

| Resvoll è l'abbreviazione standard utilizzata per le piante descritte da Thekla Resvoll. Consulta l'elenco delle piante assegnate a questo autore dall'IPNI. |